# 1-deossi-D-xilulosio-5-fosfato reduttoisomerasi
La 1-deossi-D-xilulosio-5-fosfato reduttoisomerasi è un enzima appartenente alla classe delle ossidoreduttasi, che catalizza la seguente reazione:
2-C-metil-D-eritrolo 4-fosfato + NADP+ ⇄ 1-deossi-D-xilulosio 5-fosfato + NADPH + H+